# Crawfordville
Crawfordville è una città degli Stati Uniti d'America, situata in Georgia, nella Contea di Taliaferro, della quale è il capoluogo.